# Futa Džalon
Futa Džalon (francouzská transkripce Fouta-Djalon, anglická transkripce Fouta Djallon) je pohoří v centrální části Guiney, jehož okrajové části zasahují i na území Senegalu a Sierry Leone. Jeho celková rozloha činí okolo 80 000 km².

## Geografie
Futa Džalon má charakter tabulové vysočiny, tvořené převážně pískovcem na žulové platformě. Průměrná nadmořská výška se pohybuje okolo 900 m, nejvyšším vrcholem je Fello Loura (známá také jako Mont Loura) v masivu Tamgué, jejíž výška se v různých zdrojích uvádí od 1515 po 1573 metrů nad mořem. Panuje zde tropické podnebí s pravidelným střídáním suchých a vlhkých období, v důsledku eroze se vytvořily četné kaňony. V oblasti pramení významné řeky Gambie, Bafing (zdrojnice Senegalu) a Tinkisso (přítok Nigeru). Vegetaci tvoří savana a galeriový les. Pěstuje se tropické ovoce (banány, mango, kvajáva), rosička a brambory odrůdy Belle de Guinée. Domorodci chovají dobytek plemene ndama, který je odolný vůči spavé nemoci. Hospodářským centrem oblasti je město Labé.

## Historie
Název pohoří je odvozen od původních obyvatel z kmene Dialonké. Od počátku 18. století do oblasti pronikali kočovní Fulbové, kteří zde založili teokratický stát Futadžalonský imamát s hlavním městem Timbo, centrem islámské vzdělanosti byla Fugumba. Bojovný stát žijící převážně z obchodu s otroky odolával evropským kolonizátorům do roku 1896, kdy Futa Džalon ovládli Francouzi, v roce 1958 se oblast stala součástí nezávislé Guiney. Represe prezidenta Ahmeda Sékou Tourého proti fulbskému etniku i nedostatek pracovních příležitostí vedly k odchodu velké části obyvatelstva do Senegalu i dalších zemí.